# Плавильщиков Микола Миколайович
Микола Миколайович Плавильщиков (17 (29) травня 1892 року — 7 лютого 1962 року) — ентомолог, популяризатор науки, визнаний фахівець із систематики та фауністики жуків-вусачів (Cerambycidae), доктор біологічних наук, професор, упорядник та автор одного з найвідоміших визначників комах, автор книги з історії науки. Шануючи здобутки вченого, український ентомолог Зайців Дмитро Варфоломійович назвав його ім'ям  описаного ним нового для науки жука Teratoclytus plavilstshikovi Zajciw, 1937.  
У підготовці визначника Плавильщикова (1948) брав участь відомий український та російський зоолог Анатолій Аргіропуло, який підготував для визначника розділ з визначення бліх.

## Літературна творчість
Найвідоміша з науково-популярних книг Плавільщикова — «Гомункулус», присвячена історії біології, зокрема розвитку в біології еволюційних ідей. Менш відома книга «Бронтозавр» (1930), яка стала рідкістю, де автор реконструює з позиції накопичених на той момент знань про динозаврів історію життя однієї особини апатозавра (бронтозавра) від народження до смерті, а також описує живий світ юрського періоду. Плавильщиков відомий також як письменник-фантаст, автор фантастичної повісті «Відсутня ланка» (рос. Недостающее звено). (Згадував: 
|  | Кінець, щоправда, довелося переробляти: редакція зажадала спокійнішого кінця (в мене було так: Тінг образився на Дюбуа, змінив назву метелика і т. д.) і довелося писати ту мазню, що в кінці останньої сторінки.Оригінальний текст (рос.) Конец, правда, пришлось переделывать: редакция потребовала более спокойного конца (у меня было так: Тинг обиделся на Дюбуа, переменил название бабочки и т.д.) и пришлось писать ту мазню, что в конце последней страницы. |

Видавництво «Дитяча література» 1968 року випустила книгу оповідань про тварин «Хтось на дереві» (рос. Кто-то на дереве).

## Основні праці про вусачів
- Плавильщиков Н. Н. Фауна СССР. Жесткокрылые. Том 21. Жуки-дровосеки (Cerambycidae). Часть 1. 1936. — Изд. АН СССР, М.-Л. — 612 с.
- Плавильщиков Н. Н. 1940. Жуки-дровосеки, часть 2. — Фауна СССР, Насекомые жесткокрылые. Том 22. — Изд. АН СССР, М.-Л. — 1940. — 785 с.
- Плавильщиков Н. Н. 1958. Жуки-дровосеки, часть 3. — Фауна СССР, Насекомые жесткокрылые, т. 23, вып, 1. — Изд. АН СССР, М.-Л. — 1958. — 592 с.
- Плавильщиков Н. Н. 1948. Определитель жуков-дровосеков Армении. — Изд. АН Арм. СССР, Ереван. — 1948. — 232 с.

## Найвідоміші книги
- Плавильщиков, Н. Н. 1941. Очерки по истории зоологии. Государственное уч-пед. издательство Наркомпроса РСФСР, Москва, 1–296. http://flibusta.site/b/509891/read https://www.twirpx.com/file/604200/
- Плавильщиков Н. Н. 1948. Определитель насекомых. — Изд. 2. Учпедгиз, М. — 1950. — 544 с.